# Operador de Fredholm
Um operador de Fredholm {\displaystyle T:X\to Y} é, por definição, um operador linear limitado entre espaços de Banach {\displaystyle X} e {\displaystyle Y} tal que as dimensões de seu kernel e de seu cokernel são ambas finitas. Alguns autores incluem a hipótese de que sua imagem {\displaystyle Im(T)} é fechada, porém, tal hipótese é redundante.
O conjunto de todos os operadores de Fredholm {\displaystyle T:X\to Y} é denotado por {\displaystyle F(X,Y)}.

## Cokernel
O cokernel de uma transformação linear {\displaystyle T:X\to Y} entre espaços vetoriais {\displaystyle X} e {\displaystyle Y} é o espaço quociente {\displaystyle Y/Im(T)}.

## Índice de um operador de Fredholm
Dados dois espaços de Banach {\displaystyle X} e {\displaystyle Y}, a função índice é definida como
{\displaystyle {\begin{aligned}ind:F(X,Y)&\longrightarrow \mathbb {Z} \\T&\longmapsto ind(T)=dim(ker(T))-dim(coker(T))\end{aligned}}}

## Propriedades
Os operadores de Fredholm são precisamente aqueles que são invertíveis módulo operadores compactos. Isso é conhecido como Teorema de Atkinson.
Formalmente,
dados {\displaystyle H_{1}} e {\displaystyle H_{2}} espaços de Hilbert. Um operador linear limitado {\displaystyle T:H_{1}\to H_{2}} é um operador de Fredholm se, e somente se, existe um operador linear limitado {\displaystyle S:H_{2}\to H_{1}} tal que
{\displaystyle {\begin{aligned}Id_{H_{1}}-ST\ \ e\ \ Id_{H_{2}}-TS\end{aligned}}}
são operadores compactos em {\displaystyle H_{1}} e {\displaystyle H_{2}}, respectivamente.
Sobre a composição de operadores de Fredholm, temos que dados {\displaystyle T:X\to Y} e {\displaystyle V:Y\to Z} operadores de Fredholm, a composta {\displaystyle V\circ T:X\to Z} também é um operador de Fredholm e vale que
{\displaystyle ind(V\circ T)=ind(T)+ind(V)}.

## Aplicações
O Teorema de Atiyah-Jänich, relacionado com a K-teoria.
Qualquer operador elíptico pode ser estendido para um operador de Fredholm.